# Лузино (село, Омский район)
Лу́зино — село в Омском районе Омской области России. Административный центр Лузинского сельского поселения. Основано в 1906 году.
Население 7973 чел. (2021) .

## География
Лузино находится в пределах Ишимской равнины, относящейся к Западно-Сибирской равнине, в лесостепной полосе Омской области, на высоте 106 метров над уровнем моря. В окрестностях села распространены чернозёмы обыкновенные и лугово-чернозёмные солонцеватые и солончаковые почвы.
Географическое положение
По автомобильным дорогам расстояние до центра Омска составляет 26 км, до районного центра посёлка Ростовка — 42 км. Гидрографическая сеть местности не развита: реки и озёра в окрестностях Лузино отсутствуют. Со всех сторон село окружено полями. На северо-востоке соседствует с посёлком станции Лузино и селом Петровка. Местные жители которые думают что их отделили от участка Лузино считают, что они живут в отдельном поселке под названием Шароновка, хотя по документам говорится что это Лузино.
Климат
Климат резко континентальный, со значительными перепадами температур зимой и летом (согласно классификации климатов Кёппена — влажный континентальный климат. Многолетняя норма осадков — 395 мм. Наибольшее количество осадков выпадает в июле — 62 мм, наименьшее в марте — 14 мм. Среднегодовая температура положительная и составляет + 1,2° С, средняя температура самого холодного месяца января − 17,5° С, самого жаркого месяца июля + 19,5° С.

## История
Территория, на которой сегодня находится село Лузино, значится в архивных документах как участок № 96. Возможно, этот участок был собственностью офицера Лузина, чем и обусловлено название места. Во многих документах встречаются названия: «заимка Лузина», «имение Лузина», «Лузинская волость», что подтверждает фамильную основу названия села.
В 1906 году участок № 96 был сдан Сибирскому казачьему войску в аренду на 24-летний срок барону В. Р. Штейнгелю. В том же году в «экономии» барона Штейнгеля были построены первые дома для рабочих, к 1909 году в двух небольших бараках по три квартиры проживало 30 человек.
Революционные события 1917 года заставили барона Штейнгеля расторгнуть арендный договор. 1 мая 1918 года имение было национализировано Советом казачьих депутатов и перешло в Губернское земельное управление. Осенью 1919 года, когда началась операция по освобождению Омска от белогвардейцев, село и разъезд, в силу своего расположения на железной дороге, оказались в полосе боевых действий и движения 27-й стрелковой дивизии Красной Армии. Из 128 человек, работавших в имении, к приходу красноармейцев осталось меньше половины.
В 1920 году Лузинское хозяйство стало совхозом № 22. В начале 1930-х хозяйство окончательно оформилось как свиноводческое, определив тем самым главную линию развития на многие десятилетия. В 1973 году на базе хозяйства была создана фирма «Омский бекон». Фирма объединила восемь крупнейших совхозов пяти административных районов Омской области. Общая земельная площадь фирмы составила 235,5 тысячи гектаров, сельскохозяйственные угодья заняли 200,4 тысячи гектаров, из которых 169,1 тысячи гектаров было отведено под пашню. Предприятия фирмы разместились в радиусе от 20 до 160 км от Лузино. Головным предприятием «Омского бекона» стал совхоз «Лузинский».
В 1970-е Лузино стремительно преображается: строятся детский сад, дом быта, дом культуры, столовая, торговый центр, спортивный комплекс.

## Население
Динамика численности населения по годам:
| 1926 |
| ---- |
| 2108 |

| 2002   | 2006  | 2010  | 2021  |
| ------ | ----- | ----- | ----- |
| 10 017 | ↘8940 | ↗8964 | ↘7973 |

Гендерный состав
По данным Всероссийской переписи населения 2010 года в гендерной структуре населения из 8964 человек мужчин — 4066, женщин — 4898	(45,4 и 54,6 % соответственно)
Национальный состав
Согласно результатам переписи 2002 года, в национальной структуре населения русские составляли 87 % от общей численности населения в 10017 чел..

## Инфраструктура
Крупнейшие предприятия области и села:
- «Лузинское молоко»
- Группа компаний «Омский бекон» (Продо)

Лузинская средняя общеобразовательная школа № 1, МБОУ Лузинская средняя общеобразовательная школа № 2
Спортивный комплекс «Лузино».

## Транспорт
Лузино расположено вблизи федеральной автодороги автомагистрали М-51 «Челябинск—Новосибирск». Расстояние до ближайшей железнодорожной станции — Лузино — менее 1 км.

## Известные уроженцы
- Всеволод Сластников (1915—1972) — советский государственный и партийный деятель.
- Анто́н Влади́мирович Завья́лов (Ант) (род. 1982) — российский рэп и рок исполнитель.